# Niessliaceae
Niessliaceae é uma família de fungos ascomicetos da classe Sordariomycetes.

## Géneros
- Circinoniesslia
- Cryptoniesslia
- Hyaloseta
- Malmeomyces
- Melanopsamma
- Melchioria
- Miyakeomyces
- Myrmaeciella
- Niesslia
- Paraniesslia
- Pseudonectriella
- Taiwanascus
- Trichosphaerella
- Valetoniella
- Valetoniellopsis